# Un bonheur n'arrive jamais seul
Pour plus de détails, voir Fiche technique et Distribution.
Un bonheur n'arrive jamais seul est un film français de James Huth avec Gad Elmaleh et Sophie Marceau.
Il s'agit d'une comédie romantique sortie le 27 juin 2012 en France.
James Huth a écrit le scénario du film avec sa femme Sonja Shillito.
Le film suit Sacha, pianiste bohème et célibataire endurci, chouchouté par une mère inquiète, et Charlotte, mère de famille nombreuse des beaux quartiers, divorcée plusieurs fois, en quête de stabilité, qui se rencontrent par hasard, tombent amoureux en dépit du gouffre qui les sépare, tentent de résister à la dure loi de la réalité. La chose est d'autant moins simple que Charlotte est divorcée du redoutable Alain Posche, industriel richissime qui entend encore régenter sa vie, et qui se trouve être le principal client de l'agence de publicité grâce à laquelle Sacha parvient à joindre les deux bouts. Posche n'économise aucun coup tordu pour faire capoter la nouvelle liaison de son ex-femme.

## Synopsis
Sacha, pianiste et compositeur de musiques de pubs, adore sa vie sans attache, sans réveil, sans impôt. Il passe ses soirées à jouer gracieusement dans un club de jazz, entouré de ses deux meilleurs amis, Lionel, un médecin et Laurent, artiste comme lui. Séducteur immature, il vit sa vie sans penser au lendemain, en enchaînant les jeunes conquêtes, au désespoir de sa mère.
Charlotte est une belle trentenaire et distinguée, mère de famille qui organise des expositions d'art au nom de la prestigieuse société de son mari, Alain Posche, dont elle vit séparée depuis deux ans sans toutefois divorcer.
Un jour de pluie, Sacha et Charlotte se rencontrent à la sortie de la société Posche et ont un véritable coup de foudre.
Une liaison passionnée commence alors jusqu'à ce que Sacha apprenne que Charlotte a trois enfants. Pour Sacha, artiste bohème et insouciant, c'est impensable, les enfants le font fuir. Pourtant, petit à petit, il va prendre sur lui pour revoir Charlotte et construire avec elle une histoire qui le surprend et surprend son entourage, et réussit dans le même temps à construire une relation agréable avec ses trois enfants.
Sasha poursuit en parallèle son rêve avec son ami Laurent de monter un spectacle musical. Si pour Sasha cette histoire d'amour est une source d'inspiration, pour son ami Laurent, elle représente l'inquiétude de voir leur projet passer au second plan. Toutefois, le jour où lui et son partenaire doivent présenter leur projet à un jury, le plus jeune enfant de Charlotte lui dérobe ses clés, ce qui le force à se rendre au rendez-vous à trottinette ; ils font alors face à l'échec du rendez-vous de leur vie, au théâtre Mogador, pour vendre leur spectacle. Le couple Charlotte-Sasha ne résiste pas : Sacha réalise qu'il ne peut poursuivre sa relation avec Charlotte et gérer ses responsabilités dans le même temps. Il rompt donc avec elle. Cependant, ils sont malheureux tous les deux.
Alain Posche, le mari de Charlotte, qui emploie Sacha en tant que compositeur indépendant dans ses publicités, ne supporte pas d'apprendre sa liaison avec sa femme. Dès lors, Sacha se retrouve black-listé dans toutes les agences de pubs de Paris.
Lorsque Laurent signe un contrat inespéré pour leur spectacle à Broadway, ce qui devrait combler Sacha, celui-ci hésite à partir. Laurent demande alors à Charlotte de revoir Sacha pour lui ôter tout espoir, le libérer de toute attache, ce qu'elle accepte par amour et Sasha s'envole pour New York. Là-bas, il replonge dans sa vie d'avant, le spectacle prend forme mais Sacha reste nostalgique.
Charlotte réalise de son côté que sa position de femme non divorcée est un problème, surtout lorsqu'elle comprend jusqu'où Alain Posche est capable d'aller pour faire échouer ses histoires de couple : elle apprend notamment qu'il a offert une salle de sport à son premier mari pour l'éloigner d'elle. Il est temps pour elle de s'émanciper et de recommencer sa vie, d'ouvrir sa propre galerie d'art et de déménager. À New York, Laurent révèle à Sacha toute la vérité ; ce dernier comprend alors que Charlotte n'a jamais cessé de l'aimer. Il retourne en France et parvient à reconquérir la femme qu'il aime, après avoir obtenu d'Alain qu'il les laisse vivre tranquilles.

## Fiche technique
- Titre : Un bonheur n'arrive jamais seul
- Titre international : Happiness Never Comes Alone
- Réalisation : James Huth
- Scénario : Sonja Shillito et James Huth
- Musique originale : Bruno Coulais et Marc Chouarain
- Supervision musicale : Elise Luguern
- Producteurs : Richard Grandpierre
- Photographie : Stéphane Le Parc
- Montage : Joëlle Hache
- Casting : Antoinette Boulat
- Directrice artistique : Emma Pucci
- Costumes : Olivier Bériot
- Coiffures : Frédérique Arguello
- Maquillage : Mathilde Humeau
- Cascades : Dominique Fouassier
- Coproducteurs : Vivien Aslanian, Florian Genetet-Morel, Romain Le Grand, James Huth et Jérôme Seydoux
- Producteur délégué : Frédéric Doniguian, Sonja Shilito et Patrick Batteux
- Société de production : Eskwad, Canal+, TF1 Films Productions, Pathé, Captain Movies et Ciné+
- Distribution : Pathé Distribution (France)
- Année de production : 2011
- Budget : 15 670 000 euros[1]
- Langue : français et anglais
- Format : couleur et 1.66:1
- Durée : 105 minutes
- Date de sortie : Belgique / France : 27 juin 2012
- Dates de sortie DVD :  France : 27 octobre 2012
- Box-office France : 1 828 767 entrées
- Box-office Europe : 2 343 645 entrées[2]

## Nominations
2 nominations : 
- - Rendez-vous du cinéma français à Singapour - 2012 (édition no 2)
  - In French with English subtitles  à New York  - 2012 (édition no 4)

## Distribution
- Gad Elmaleh : Sacha Keller
- Sophie Marceau : Charlotte Posche
- Maurice Barthélemy : Laurent Helewa
- François Berléand : Alain Posche, le deuxième mari de Charlotte Posche, dont elle est séparée
- Michaël Abiteboul : Lionel Ronssin
- Julie-Anne Roth : Chris Tamalet
- Macha Méril : la mère de Sacha
- Litzi Vezsi : Mamie Matzü
- Cyril Guei : Xavier Sabi
- François Vincentelli : César Renaudeau, le premier mari de Charlotte
- Robert Charlebois : Jean-Seb Bigstone
- Valérie Crouzet : Cécile Monet
- Dina Capistrano Nietes : Minerva Cea / "Nana", la nourrice des enfants de Charlotte
- Milena Chiron : Suzy, la fille aînée de Charlotte
- Timothé Gauron : Louis, le cadet
- Timéo Leloup : Léonard, le benjamin
- Vincent Deniard : Nicolas l'Artiste
- Armando Gamberini : Vincenzo d'Il Barone
- Anne-Sophie Boubals : Coralie Léger de Lourdes
- Jérôme Seydoux : Professeur Deloèle
- Clara Bonnet : Irène la stagiaire
- Audrey Looten : l'assistante de Charlotte
- Xavier Pottier : Romain le boucher
- Pierre-Yves Plat : Bruno Vaneau
- Jack Lang : le ministre de la culture
- Nathalie Guizol : l'administratrice du théâtre Mogador
- Paule Coudert : l'administratrice
- André Dlugost : le plombier
- Michel Bouis : le coureur
- Sacha Prijovic : le concierge de Charlotte
- Bérénice Marlohe : le rendez-vous amoureux de Laurent (non créditée)
- Philippe Bardy : Le directeur marketing

## Musique
- Si vous ne connaissez pas le sujet, laissez ce bandeau (vous pouvez alors contacter les auteurs).
- Si vous supprimez le contenu mis en cause (vous pouvez préalablement contacter les auteurs),

argumentez précisément cette suppression dans la page de discussion
(un manque de référence n'est pas un argument ; une recherche réelle de référence doit avoir été effectuée, être formellement documentée).
La bande originale du film est signée Bruno Coulais. Pendant le générique du début, les mains de Gad Elmaleh sont doublées par celles de Pierre-Yves Plat.
Les "improvisations" de Sacha sont souvent des medleys ou variations sur des chefs-d'œuvre classique : on l'entend ainsi citer la Fantaisie-Impromptu de Frédéric Chopin lors du générique de début, son Étude Révolutionnaire, ainsi que la Marche Turque de Wolfgang Amadeus Mozart, en juxtaposant à ces mélodies célèbres des harmonies et des basses jazzy voire rock.
À un moment, il superpose le Prélude de la 1re Suite pour violoncelle seul de Jean-Sébastien Bach à la main gauche, à l'air de l'Ave Maria de Charles Gounod, lui-même composé par ce dernier à partir du Premier Prélude du Clavier bien tempéré de Bach.
Juste après, on entend d'ailleurs l'Ave Maria de Gounod dans sa version originale. Tous ces "arrangements" sont des créations musicales du pianiste Pierre-Yves Plat.
L'orchestre jouant dans ce film est le Paris Symphonic Orchestra.

## À propos du film
- Le réalisateur, James Huth, explique avoir grandi avec les films de Frank Capra et de George Cukor qui "vous racontent que la vie est belle et qu’il y a du bon dans chacun", et qui l'ont beaucoup inspiré dans sa démarche : "C’est une histoire universelle mais je voulais que le film soit glamour. Le fait de reconstruire en studio cet appartement superbe qui donne sur le parc Monceau et ce studio d’artiste sous les toits de Montmartre donne au film un aspect comédie américaine des années 1950, comme dans celles de Billy Wilder."
- Selon James Huth, le film peut être assimilé à un classique d'animation Disney : "Montmartre, le jazz. Je pense souvent ce film comme une version moderne des Aristochats. C’est O’Malley qui rencontre Duchesse et les trois chatons. Il y a d’ailleurs plusieurs références aux Aristochats dans le film."
- Quelques scènes du film ont été tournées à New York : "Le plan sur New York arrive juste après leur séparation. Pour Sacha (Gad Elmaleh), c’est la fin du monde, il a perdu cette femme. Il me fallait une bascule. D’où ces immeubles qui se retournent."
- Pour incarner la grand-mère juive de Sacha, le réalisateur a fait appel à sa grand-tante de 94 ans.
- James Huth parle de la fameuse scène de danse entre Charlotte et Sacha : "La scène avait un sens si j’arrivais à faire danser Sophie et Gad sans aucune fabrication. Je voulais les saisir sur pellicule, libres et spontanés. Lors de nos réunions de préparation, je leur ai fait travailler une impro sur le thème de la danse. Gad a tout de suite demandé sur quelle musique, je ne lui ai rien dit jusqu’au tournage ! Le jour dit, au moment de lancer la chanson, Gad m’a fait un clin d’œil : "c’est la musique de La Boum ?"
- Lieux de tournage : New York et Paris[3]